# Reserva biológica Itabó
La Reserva Biológica Itabó es una de las áreas silvestres protegidas de Itaipú; se encuentra ubicada en el [distrito Mbaracayú], en el X Departamento de Alto Paraná, Paraguay, en la ecorregión del Alto Paraná a 80 km al norte de la ciudad de Hernandarias, Mbaracayú, teniendo como accesos los troncales 1 y 2. 
Limita al norte con la Colonia General Díaz, al sur el establecimiento ganadero Loma Porá, al este la colonia Pikyry y al oeste las colonias Gleba 2 y Gleba 3. 
La "Reserva Biológica de Itabó" fue creada por la resolución del directorio Ejecutivo en la fecha 27 de junio de 1984 formado así parte del sistema de unidades de conservación del área del Embalse del Ente Binacional, se debe su nombre al río que la cruza por el centro.
Es una de las mejores preparadas del país, cuenta con servicios de información, guías, senderos interpretativos, en los que explicando paso a paso lo concerniente a la vegetación y fauna que se observa y senderos autoguiados en los que el turista puede ir solo, acompañado de un folleto en el que se indica claramente la historia del circuito establecido.

## Toponimia
El origen del nombre del departamento proviene del Cacique guaraní, que habitaba la zona. 
Caninde = loro, yú = apócope de amarillo. 
El nombre proviene de la denominación de un loro muy grande, una especie de guacamayo llamado Canindé, cuyo plumaje varía entre las tonalidades azul, rojo y un amarillo metálico que se asemeja a dorado. 

## Geografía
La reserva biológica de Itabó cuenta con 13.747 ha cuya topografía es ligeramente ondulada, clasificadas de la siguiente manera: 
Área seca: 9. 297 ha
Área inundada: 4.450 ha
Los suelos de la reserva son derivados de rocas basálticas. Están clasificados como laberínticos y latozoles, poseen color pardo rojizo y por lo general de buena profundidad. 
Clima
El clima es subtropical, agradable con precipitaciones abundantes y bien distribuidas, variando de 1500 a 1700 mm anuales. El extremo norte es una de las dos zonas con mayor precipitación.
La temperatura media anual es de 21 y 22 °C, la máxima es de 39 °C en el verano y la mínima llega a 0º durante el invierno, existe una marcada diferencia entre la temperatura diurna, muy calurosa, y la nocturna muy fría en el invierno.
La evapotranspiración media anual es de 1100 mm al menos hacia el noreste.

## Fauna y Flora
Está compuesta de diferentes especies. Se han clasificado 45 especies de mamíferos, 310 especies de aves y 22 especies de reptiles; hay 65 especies aproximadamente de estos animales que son rescatados y traídos a la reserva. Pueden encontrarse aquí mamíferos grandes que ya no se ven en otras partes del país, tales como pumas y tapires; también es la única reserva del país en la que se pueden encontrar las cinco especies de tucanes registradas en el Paraguay.
Las reserva es el único lugar en donde se encuentra un bosque natural pero no es el 100% natural. La vegetación de la Reserva, cuenta con bosques altos de lapacho, yvyrá pyta, cedro, ybyraró, petereby, guatambu, peroba, incienso, kurupay, helecho arbóreo y cancharana, entre otros.

## El sendero
Tiene 1.490 m, cuyo objetivo es mostrar características de los bosques altos: 
El tajy tuni aproximadamente 40 m × 100 m
El palmito se parece a la palmera. El sendero más extenso es el rarayu. 
Las investigaciones biológicas realizadas desde el inicio de su implantación y que continúan hasta el presente indican que actualmente encuentran abrigo seguro numerosas especies animales en variados ecosistemas.
Hasta el momento se han clasificado 40 especies de mamíferos, 250 especies de aves, y 20 especies de reptiles.
Debido a su abundancia, el viajero podrá observar en su recorrido algún taitetu, mboreví, aguara´i, acuti, saiju o un kuatî. También conocerá a las garzas boyeras, los hoko guazú, mbigua, pato bragado, yryvu ruvicha, tinguasu, tucán, surucua, o descubrirá la fanea de un águila pescadora.
Los amantes de los reptiles y los no tan amantes podrían tropezarse con alguna yarará, un yacaré o una hermosa y colorida coral.

## Comunidad Indígena
Comunidad de la nación Itabó Guaraní (se encuentra próximo a la Estancia Itabó) cuenta con 126 niños, una maestra, padres y líderes de la comunidad han participado de las actividades desarrolladas. La comunidad cuenta con una escuela que funciona desde el primero hasta el cuarto grado, y una maestra que para todos los grados, estos niños asisten a la escuela regularmente.